# Balantiopteryx infusca
Balantiopteryx infusca е вид прилеп от семейство Emballonuridae. Видът е застрашен от изчезване.

## Разпространение
Разпространен е в Еквадор и Колумбия.

## Описание
Популацията на вида е намаляваща.